# Tim Gettinger
Timothy "Tim" ("Timmy") Gettinger, född 14 april 1998, är en amerikansk professionell ishockeyforward som är kontrakterad till New York Rangers i National Hockey League (NHL) och spelar för Hartford Wolf Pack i American Hockey League (AHL). Han har tidigare spelat för Sault Ste. Marie Greyhounds i Ontario Hockey League (OHL).
Gettinger draftades i femte rundan i 2016 års draft av New York Rangers som 141:a spelare totalt.

## Statistik
| 2011–2012  | Cleveland Barons            | T1EHL      | 16  | 0  | 2  | 2   | 2   | —  | —  | —  | —  | — |
| 2012–2013  | Cleveland Barons            | T1EHL      | 29  | 25 | 19 | 44  | 32  | —  | —  | —  | —  | — |
| 2013–2014  | Cleveland Barons U16        | T1EHL U16  | 36  | 24 | 8  | 32  | 44  | —  | —  | —  | —  | — |
| 2014–2015  | U.S. National U17 Team      |            | 4   | 2  | 0  | 2   | 6   | —  | —  | —  | —  | — |
|            | Sault Ste. Marie Greyhounds | OHL        | 54  | 10 | 15 | 25  | 13  | 6  | 1  | 1  | 2  | 2 |
| 2015–2016  | Sault Ste. Marie Greyhounds | OHL        | 60  | 17 | 22 | 39  | 32  | 12 | 1  | 3  | 4  | 0 |
| 2016–2017  | Sault Ste. Marie Greyhounds | OHL        | 62  | 31 | 23 | 54  | 27  | 11 | 4  | 3  | 7  | 0 |
| 2017–2018  | Sault Ste. Marie Greyhounds | OHL        | 66  | 33 | 36 | 69  | 53  | 24 | 7  | 15 | 22 | 4 |
| 2018–2019  | New York Rangers            | NHL        | 1   | 0  | 0  | 0   | 0   | —  | —  | —  | —  | — |
|            | Hartford Wolf Pack          | AHL        | 20  | 7  | 4  | 11  | 6   | —  | —  | —  | —  | — |
| NHL totalt | NHL totalt                  | NHL totalt | 1   | 0  | 0  | 0   | 0   | —  | —  | —  | —  | — |
| AHL totalt | AHL totalt                  | AHL totalt | 20  | 7  | 4  | 11  | 6   | —  | —  | —  | —  | — |
| OHL totalt | OHL totalt                  | OHL totalt | 242 | 91 | 96 | 187 | 125 | 53 | 13 | 22 | 35 | 6 |

### Internationellt
| Källa: Uppdaterad: 2018-11-25 | Källa: Uppdaterad: 2018-11-25 | Källa: Uppdaterad: 2018-11-25 |         | Utv = Utvisningsminuter | Utv = Utvisningsminuter | Utv = Utvisningsminuter | Utv = Utvisningsminuter | Utv = Utvisningsminuter |
| År                            | Lag                           | Mästerskap                    | Matcher | Mål                     | Assists                 | Poäng                   | Utv                     |                         |
| ----------------------------- | ----------------------------- | ----------------------------- | ------- | ----------------------- | ----------------------- | ----------------------- | ----------------------- | ----------------------- |
| 2015                          | USA                           | Ivan Hlinka                   | 4       | 2                       | 2                       | 4                       | 30                      |                         |
| Junior totalt                 | Junior totalt                 | Junior totalt                 | 4       | 2                       | 2                       | 4                       | 30                      |                         |